# .ax
.ax е интернет домейн от първо ниво за Оландски острови, представен през 2006. Преди това повечето сайтове на островите са под субдомейна .aland.fi. Администрира се от Landskapsregeringen.